# Réserve naturelle d'Ile-Balkhash
La réserve naturelle d'Ile-Balkhash est une zone protégée située dans le district de Balkhash de l'oblys d'Almaty, au Kazakhstan, créée le 27 juillet 2018. Elle couvre une surface totale de 4 151 km2, comprenant une aire protégée de 124 322 hectares et une zone tampon de 290 842 hectares.

## Géographie
La réserve naturelle d'Ile-Balkhash borde la côte méridionale du lac Balkhach et comprend de vastes zones humides, notamment le delta de l’Ili, le principal affluent du lac. Cette région est restée remarquablement sauvage et peu habitée malgré ses ressources importantes au sein d'une région aride. L'agriculture n'y a pas été développée contrairement aux autres régions alluviales d'Asie centrale. Elle abrite ainsi un sanctuaire de vie sauvage d'une grande richesse.
Le climat de la région est continental et aride. La température moyenne annuelle se situe de 6 et 9 °C d’après les stations les plus proches. Les étés sont chauds avec une moyenne de juillet entre 24 et 26 °C pour un record de +44 °C, tandis que les hivers sont froids avec une température moyenne de janvier entre -8 et −14 °C pour un record de −44 °C. Il y a également de forts contrastes entre le jour et la nuit. Les précipitations sont très faibles et se situent entre 137 et 141 mm par an. Le maximum de précipitations a souvent lieu au printemps.

## Faune

### Poissons
La région abrite 32 espèces de poissons, dont 9 sont indigènes et 23 sont introduites. Parmi les 9 espèces indigènes, 6 sont endémiques du bassin du lac Balkhach ou de l'Ili : Phoxinus brachyurus, Lagowskiella poljakowi, Schizothorax argentatus, Triplophysa labiata, Triplophysa strauchii, Nemacheilus sewerzowi et Perca schrenkii.

### Reptiles et amphibiens
La réserve compte trois espèces d'amphibiens :  Bufotes pewzowi, Pelophylax ridibundus (la Grenouille rieuse) et Rana asiatica.
Les reptiles sont plus diversifiés dans les parties arides de la réserve. On compte une tortue terrestre : la Tortue des steppes (Testudo horsfieldii). Parmi les lézards, sont répertoriés trois geckos (Teratoscincus scincus, Alsophylax pipiens et Mediodactylus russowii), trois agamidés (Trapelus sanguinolentus, Phrynocephalus guttatus et Phrynocephalus mystaceus) et des lacertidés (Eremias velox, Eremias arguta, Eremias scripta, Eremias lineolata, Eremias intermedia et Eremias grammica). Enfin parmi les serpents on trouve le Boa des sables oriental (Eryx miliaris), la Couleuvre tessellée (Natrix tessellata), la Couleuvre à collier (Natrix natrix), Psammophis lineolatus et le Moccassin d'Halys (Gloydius halys).

### Oiseaux
Les grandes zones humides préservées de la région en font une importante réserve ornithologique. La région est classée comme site site Ramsar depuis 2012. 
248 espèces d'oiseaux ont été répertoriées dans la réserve, dont près de 150 espèces nicheuses. Parmi les oiseaux nicheurs les plus remarquables on peut citer le Pygargue à queue blanche, le Pélican frisé et le Pélican blanc.

### Mammifères

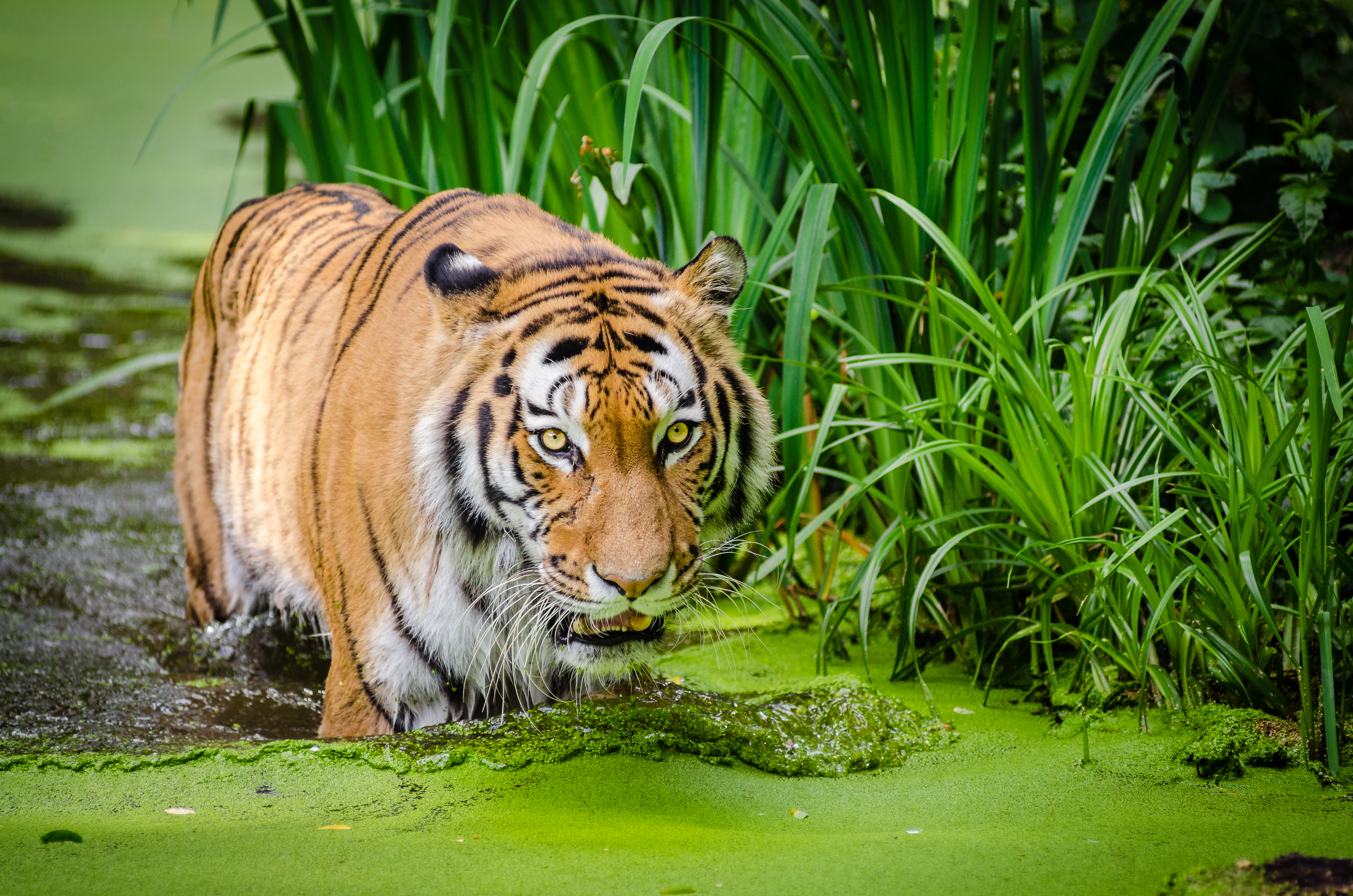
Le tigre de Sibérie fait actuellement l'objet d'un programme de réintroduction dans la réserve d'Ile-Balkhash.

Parmi les artiodactyles, on trouve notamment le Sanglier d'Eurasie en grand nombre dans les zones humides, ainsi que le Chevreuil d'Asie. La Gazelle à goitre fréquente les zones plus sèches. Quelques saïgas pénètrent fréquemment dans le sud de la réserve. Le Cerf élaphe (sous-espèce Cervus elaphus maral) et l'hémione (sous-espèce Equus hemionus kulan) ont récemment été réintroduits.
Les rongeurs sont diversifiés dans les zones arides, avec, entre autres, trois espèces de spermophiles (Spermophilopsis leptodactylus, Spermophilus erythrogenus et Spermophilus fulvus), le Hamster migrateur, des fausses gerboises (Pygerethmus zhitkovi et Allactaga elater), des vraies gerboises (Stylodipus telum, Dipus sagitta, Eremodipus lichtensteini et Salpingotus pallidus) et des gerbilles (Rhombomys opimus, Meriones tamariscinus, Meriones libycus et Meriones meridianus). Le Lièvre de Tolai est aussi présent. Dans les zones humides on trouve surtout le Rat musqué, espèce introduite et le Campagnol aquatique, espèce indigène.
Trois insectivores sont répertoriés : Hemiechinus auritus, Crocidura suaveolens et Diplomesodon pulchellum, ainsi que trois chiroptères : Myotis mystacinus, Plecotus austriacus et Eptesicus serotinus.
Parmi les prédateurs on compte quatre canidés : le Loup gris, le Chacal doré, le Renard roux et le Renard corsac. Les mustélidés sont représentés par cinq espèces : la Belette commune, la Belette de montagne, le Putois des steppes, le Putois marbré et le Blaireau d'Asie. La famille des félins est représentée par le Chat des steppes et, depuis 2024, le Tigre de Sibérie. Le Chat des marais n'y a pas été trouvé bien que l'habitat semble très favorable.
La région était autrefois habitée par une forte densité de tigres de la Caspienne, qui chassaient notamment les sangliers dans les marais, mais cette souche a entièrement disparu au cours du XXe siècle. Des recherches récentes ont montré que le Tigre de la Caspienne est génétiquement très proche du Tigre de Sibérie qui est toujours existant, et qu'il s'agit en réalité d'une seule et même sous-espèce. En 2017 est donc né un programme de réintroduction du tigre au Kazakhstan, à partir de tigres de Sibérie élevés en captivité qui seront introduits dans l'ancienne aire du tigre de la Caspienne. C'est l'une des idées directrices qui ont conduit à la création de la réserve d'Ile-Balkhash. Les deux premiers tigres de Sibérie sont relâchés en 2024. Ils sont nés en captivité aux Pays-Bas. L’objectif est de créer une population de 50 tigres sauvages dans la réserve d'ici 2035.

## Flore
La flore de la réserve compte 432 espèces répertoriées de végétaux supérieurs. 
Les formations végétales se divisent surtout en zones humides et zones arides. 
La formation la plus emblématique de la réserve est la tougaï, un type de forêt claire ripicole, mêlée de hautes roselières, qui couvre de vastes parties des zones humides. Les arbres typiques de cette formation sont Elaeagnus angustifolia, deux peupliers (Populus diversifolia et Populus pruinosa), un saule (Salix songorica), ainsi que deux espèces de saxauls (Haloxylon ammodendron et Haloxylon persicum).